# Horst Schöttler

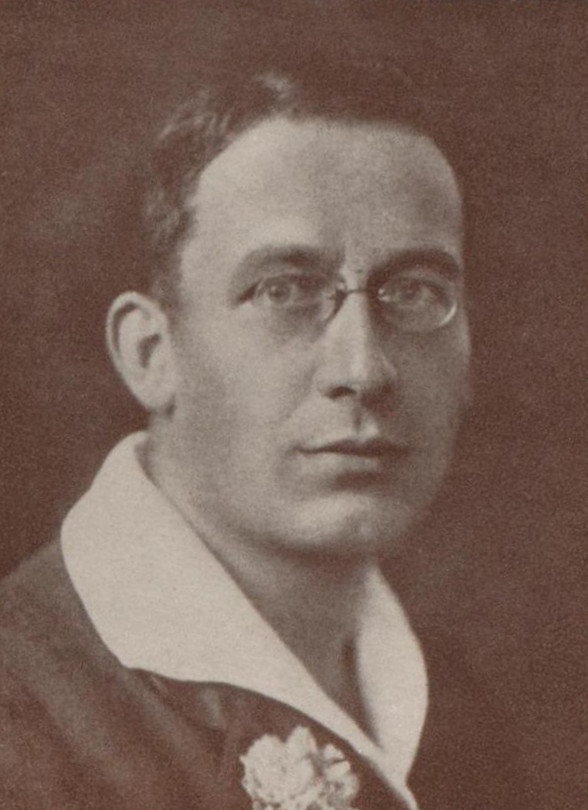
Horst Schöttler, um 1919

Horst Schöttler (* 7. Mai 1874 in Leipzig; † 15. Mai 1942 ebenda) war ein deutscher Unternehmer und Schriftsteller.

## Leben
Schöttler war ein Sohn eines Zigarrenfabrikanten († vor 1888) in Leipzig (Später Horst und Walt[h]er Schöttler [27. Juli 1876], Firma H. W. Schöttler). Ab 1889 absolvierte er eine Ausbildung zum Kaufmann, nach deren Abschluss er sich in den Niederlanden, der Schweiz, in Großbritannien, Frankreich und Spanien weiterbildete. 1895 übernahm er das väterliche Unternehmen. Schöttler wirkte 15 Jahre als Unternehmer; daneben begann er, literarische Werke in Zeitschriften zu veröffentlichen. Ab 1903 ist er unter der Nummer 532 als Ordentliches Mitglied der Gesellschaft für Erdkunde zu Leipzig angegeben und als Geschäftsadresse die Liviastraße Nr. 5. 1910 gab er seine Tätigkeit als Fabrikant auf und verbrachte 1913 einige Zeit als freier Schriftsteller am Gardasee. Er war während des Ersten Weltkriegs Soldat bei der Kaiserlichen Marine. Hier diente er als Flugzeug-Obermaat und verfasste in einem Brief am 30. März 1918 seine Gedanken zur 8. Kriegsanleihe, indem er einem Franzosen, einem Engländer und einem Amerikaner Worte in den Mund legte.

## Werke (Auswahl)
Schöttler war Verfasser von Romanen, Erzählungen und feuilletonistischen Arbeiten. Seine Werke erschienen überwiegend im Verlag von L. Staackmann in Leipzig. 
- Finessen vom Leben, Lieben, Lachen. Leipzig 1910.
- Das Buch Adelheid. Leipzig 1911.
- Weib, Wahn, Wahrheit. Leipzig 1912.
- Der Verlagsrahmen. Leipzig 1914.
- Deutsche Art. Uns zur Ehre, den andern zur Lehre! C. F. Amelang, Leipzig 1915 (archive.org).
- Neunzehnhundertvierzehn in Briefen und Feldpostbriefen. Leipzig 1915.
- Zur kurzen Rast. Leipzig 1915.
- Zwischen zwei Kriegen 1870 - 1914. Leipzig 1915.
- Plaudereien in Grau und Blau. Leipzig 1917.
- Plaudereien mit einer schönen Frau. Leipzig 1919.
- Malthus. Leipzig 1920.
- Weltgeschichte in einer Stunde. Leipzig-Gaschwitz 1920.
- Heidenbibel. Leipzig 1921.
- So ein Hundeleben. Leipzig 1922.
- Die Unbegreifliche. Leipzig 1923.
- Der Plauderer. Leipzig 1925.
- Bescheidene Weltgeschichte. Leipzig 1928.
- Karussell des Lebens. Leipzig 1940.
- Nur keine Langeweile. Leipzig 1940.